# Haarlem vasútállomás
Haarlem vasútállomás vasútállomás Hollandiában, Haarlem településen.

## Vasútvonalak
Az állomást az alábbi vasútvonalak érintik:
- Amsterdam–Rotterdam-vasútvonal
- Haarlem-Zandvoort-vasútvonal
- Haarlem–Uitgeest-vasútvonal

## Kapcsolódó állomások
A vasútállomáshoz az alábbi állomások vannak a legközelebb:
- Heemstede-Aerdenhout vasútállomás
- Overveen vasútállomás
- Bloemendaal vasútállomás
- Haarlem Spaarnwoude vasútállomás
- Rijksstraatweg railway station